# Општина Ваља Калугареаска (Прахова)
Ваља Калугареаска (рум. Valea Călugărească) општина је у Румунији у округу Прахова.
Oпштина се налази на надморској висини од 144 m.